# آي تيونز
آي تيونز (بالإنجليزية: iTunes)‏ هو تطبيق مجاني من شركة أبل يتيح تنظيم وتشغيل الموسيقى الرقمية والفيديو على أجهزة الكمبيوتر. ويشتمل على متجر إلكتروني وإمكانية مزامنة الملفات مع ثلاثة أجهزة من شركة أبل وهي آي بود، آي فون وآي باد. تبيع أبل من خلال المتجر الإلكتروني الموسيقى، الأفلام، البودكاست وتطبيقات نظام تشغيل آي فون وتوجد أيضاً بعض المواد المجانية.
آي تيونز هي الشركة المالكة لتطبيق Digital Media Player الذي يستخدم لتنظيم وتشغيل الموسيقى الرقمية وملفات الفيديو. كما أنه يستطيع الاتصال بالإنترنت لشراء وتحميل الموسيقى والفيديو بالإضافة إلى نغمات الرنين (متوفرة فقط للأي فون). وتقوم أيضا بتحميل التطبيقات الخاصة باللأي فون واللأي بود.

## متجر آي تيونز
يحتوي المتجر على الملايين من الأغاني من أي فنان أو ألبوم، والآلاف من الأفلام للشراء أو الاستئجار. كما يمكنك من مواكبة برامجك التلفزيونية المفضلة وتصفح أكثر من 700,000 من التطبيقات والألعاب. وتتيح أي تيونز U التعلم عن طرق عدد عدد من الكليات والجامعات في العالم، أهمها Open University.

## خاصية البحث
أي تيونز يوفر أسهل الطرق للعثور على الموسيقى والأفلام والبرامج التلفزيونية، والتطبيقات. على سبيل المثال ميزة البحث. بمجرد البدء بالكتابة في حقل البحث تظهر النتائج تلقائيا وتصبح أكثر دقة أثناء الكتابة. البحث المتقدم يوفر معايير أكثر للاختيار من بينها. يمكن العثور على الموسيقى عن طريق العنوان، الفنان، أو النوع. والأفلام عن طريق العنوان، الفنان والمخرج والمنتج، والسنة وغيرها.

## خاصية الإشعارات
يتيح أي تيونز اقتراحات عن الموسيقى والأفلام الجديدة، والبرامج التلفزيونية التي قد يرغب المستخدم في مشاهدتها اعتماداً على المشتريات السابقة.

## آي تيونز وآي كلاود
مع أي كلاود، جميع المشتريات (الموسيقى، التطبيقات، الكتب) ستظهر تلقائيا على جميع الأجهزة الخاصة بالمستخدم والتي تتوافق مع بعضها بحسب نظام التشغيل. وبمجرد شراء أغنية، فيلم، برنامج تلفزيوني، تطبيق، أو كتاب، سيتمكن التطبيق من عرض تاريخ الشراء من أي من الأجهزة لاسلكيا وتحميلها من أي كلاود.
يمكن نقل الموسيقى والأفلام والبرامج التلفزيونية بين ما يصل إلى خمسة أجهزة كمبيوتر عن طريق مشاركة الصفحة الرئيسية. كما يمكن تصفح مكتبة الآي تيونز على كل كمبيوتر واستيراد المفضلة. يمكن أيضا مشاهدة أو استماع إلى أي شيء موجود على الآي فون الخاص بالمستخدم، أو الآي باد، أو الآي بود عبر الواي فاي.

## وصلات خارجية
- الموقع الرسمي